# Cirauqui
Cirauqui (o Zirauki in basco) è un comune spagnolo di 482 abitanti situato nella comunità autonoma della Navarra.

## Monumenti e luoghi d'interesse

### Architetture religiose
- Chiesa di San Romano.